# إميري فالنتاين
إميري فالنتاين (بالإنجليزية: Emery Valentine)‏ هو سياسي أمريكي، ولد في 1858 بدواغياك في الولايات المتحدة، وتوفي في 9 سبتمبر 1930 بجونو في الولايات المتحدة. حزبياً، نشط في الحزب الجمهوري. وقد انتخب List of mayors of Juneau, Alaska ‏.